# Jaime Durán Barba
Jaime Rolando Durán Barba (Ecuador, 5 de diciembre de 1947) es un consultor de imagen y asesor político ecuatoriano formado en Argentina.

## Biografía
Formó la empresa de asesoramiento político Informe Confidencial a fines de la década de 1970. Durante los 90 fue asesor en Colombia del partido Alternativa Liberal de Pablo Escobar, debiendo abandonar el país tras el arresto de este.
Entre 1998 y 2000 fue secretario de la Administración Pública de Ecuador durante la presidencia de Jamil Mahuad quien meses después fue cesado de sus funciones en enero del 2000 y actualmente es prófugo de la justicia en su país por peculado.
Trabajó en la campaña del empresario Álvaro Noboa para presidente de Ecuador.
Manejó las campañas a jefe de gobierno y las campañas presidenciales de Mauricio Macri.
Ha publicado varios libros como Los nuevos electores latinoamericanos y  El arte de ganar. En su libro "El Arte de Ganar" Durán Barba fue señalado por impulsar campañas sucias y elogió sus propias estrategias recordando en sus tácticas en un capítulo de su libro donde declaró “En ocasiones, el ataque de un político fue tan brutal que su adversario se aniquiló psicológicamente, e incluso llegó al suicidio”.
En octubre de 2011, el apoderado del Frente para la Victoria, Juan Manuel Olmos, lo denunció ante la jueza federal con competencia electoral argentina María Servini de Cubría por un presunto delito electoral consistente en una campaña encubierta contra el candidato de ese frente, Daniel Filmus. La campaña habría consistido en llamados telefónicos automáticos con un mensaje vinculando falsamente al padre de Filmus con Sergio Schoklender. En septiembre de 2012, la Corte Suprema determinó que, por una cuestión de competencias, la causa debe pasar a la órbita de la justicia de la Ciudad de Buenos Aires. En la causa fueron indagados y procesados Duran Barba y sus socios.Por esa investigación fueron allanadas Tag Continental, Connectic SRL y Opinión Confidencial, la empresa creada a fines del 2008 por Rodrigo Lugones y Guillermo Garat, los dos alumnos predilectos del asesor estrella del PRO.

Se calcula que la gestión PRO les pagó más de 5 millones a estas empresas. La defensa de Duran Barba  logró conseguir que la causa pasara a la Justicia porteña donde el Pro gobernaba; tras ello el caso ya no tuvo más avances ya que recayó en manos del fiscal interino García Berro, que fue ubicado al frente de la causa por Germán Garavano. Al mismo tiempo el fiscal de la causa; Martin Berro había sido designado por el PRO como jefe de los fiscales.
En 2013 fue muy criticado por ponderar las habilidades políticas de Adolf Hitler y Iósif Stalin en comparación con la de Hugo Chávez, aunque él dijo que "lo sacaron de contexto". A raíz de ello, Barba, principal asesor de Mauricio Macri, fue denunciado por "apología del delito" por el fiscal federal Guillermo Marijuan. Por el mismo hecho también fue denunciado ante el INADI (Instituto Nacional Contra la Discriminación, la Xenofobia y el Racismo).
En 2014 colaboró con la campaña electoral del alcalde de Quito, Mauricio Rodas.[cita requerida]
En 2015 fue uno de los principales estrategas de la campaña presidencial de Mauricio Macri.
En 2015 fue nuevamente denunciado ante la Dirección Nacional Electoral en una denuncia por "difamación" contra el candidato del Frente para la Victoria; rival de Cambiemos que lidera Mauricio Macri, al que acusa de lanzar una "campaña sucia" al utilizar por las redes sociales fotografías e imágenes falsas para perjudicar la imagen de Scioli."La campaña de difamación incluye fotos de catástrofes ocurridas en países de Centoamérica, ediciones de imágenes falsas de Daniel Scioli y de Karina Rabolini en lugares paradisíacos.
En 2017 la vicepresidenta Gabriela Michetti y el asesor Jaime Durán Barba, entre otros funcionarios fueron denunciados penalmente en la Justicia federal, por el  montaje de una red de trolls oficialistas financiados con fondos públicos del Senado con el objetivo de amedrentar opositores.
Según la denuncia, la vicepresidenta habría montado una red de twiteros oficialistas, y para financiar dicho aparato se habrían desviado al menos 1,5 millón de pesos del Senado. En la denuncia, también fueron incluidos Eduardo Cura, exmarido de la presidenta del Senado y director del Canal Ciudad, y Paula Schuster, vocera de Michetti.
En 2018, en el Boletín Oficial del lunes 22 de enero, se reveló la asignación de 247 millones de pesos a 10 consultoras para que realizaran 67 sondeos en los próximos 6 meses para el gobierno de la Ciudad de Buenos Aires. A raíz de ellos un diario porteño reveló que dos de esas empresas están íntimamente ligadas a Jaime Durán Barba, Inversora Boroca SA y Green Consult SRL. Juntas, recibieron beneficios por casi 71 millones de pesos de parte del gobierno de Rodríguez Larreta.
En mayo de 2018, se filtró que la gobernadora de Buenos Aires y delfín político de Mauricio Macri, María Eugenia Vidal, realizó pagos millonarios desde el Instituto de Loterías y Casinos y la Tesorería de la provincia de Buenos Aires a una empresa registrada a nombre del socio del asesor del PRO Jaime Durán Barba.
El 15 de agosto de 2019, Durán Barba abandona Argentina en su peor momento de crisis económica política y social, siendo captado por las cámaras. La noticia fue dada a conocer por el noticiero Crónica TV como primicia.
En 2021, se volvió asesor de Guillermo Lasso durante la campaña de segunda vuelta electoral en su país natal, Ecuador: la diferencia con la campaña que había empleado en la primera vuelta lo llevó a ser presidente electo.
Escribe todos los domingos una columna política en el diario argentino Perfil.

## Polémicas
Ha sido polémico sus vínculos con el narcotráfico, llegando a ser el asesor en Colombia del Partido Alternativa Liberal, comandado por el narcontraficante Pablo Escobar Gaviria. Debió abandonar Colombia tras el arresto del criminal y entre 1998 y 2000 fue secretario de la administración pública ecuatoriana, durante la presidencia de Jamil Mahuad.
Posee un departamento en Recoleta, registrada a nombre de Trabulsi Management INC, una sociedad creada en 1999 en las Islas Vírgenes Británicas -uno de los mayores paraísos fiscales del planeta, de la que Durán Barba y su socio fueron directores y un poder general. Trabulsi Management INC no tiene oficinas ni actividad en la Argentina, pero fue inscripta en la AFIP, según los registros oficiales, en noviembre de 2015, diez días antes del triunfo de Macri.